# Newton, Chester
Newton är en stadsdel i Chester, i distriktet Cheshire West and Chester, i grevskapet Cheshire, i England. Ward hade 9 556 invånare år 2011. Newton by Chester var en civil parish 1866–1936 när blev den en del av Hoole och Chester. Civil parish hade 2 581 invånare år 1931. Byn nämndes i Domedagsboken (Domesday Book) år 1086, och kallades då Neutone/Newentone.